# Gospodarka partycypacyjna
Gospodarka partycypacyjna – w szerszym znaczeniu, jest to gospodarka, w której pracownicy i ich organizacje mają wpływ na zarządzanie przedsiębiorstwem;
W węższym znaczeniu - jest to sposób podziału zysku w dwuczęściowym systemie wynagradzania, zgodnie z którym część płacy pracownika jest niezależna od rentowności przedsiębiorstwa, a druga część jest od niej zależna.